# Ферде (Норвегія)
Ферде (норв. Førde) — місто в Норвегії, адміністративний центр комуни Суннф'юр у фюльке Вестланн.

## Пам'ятки

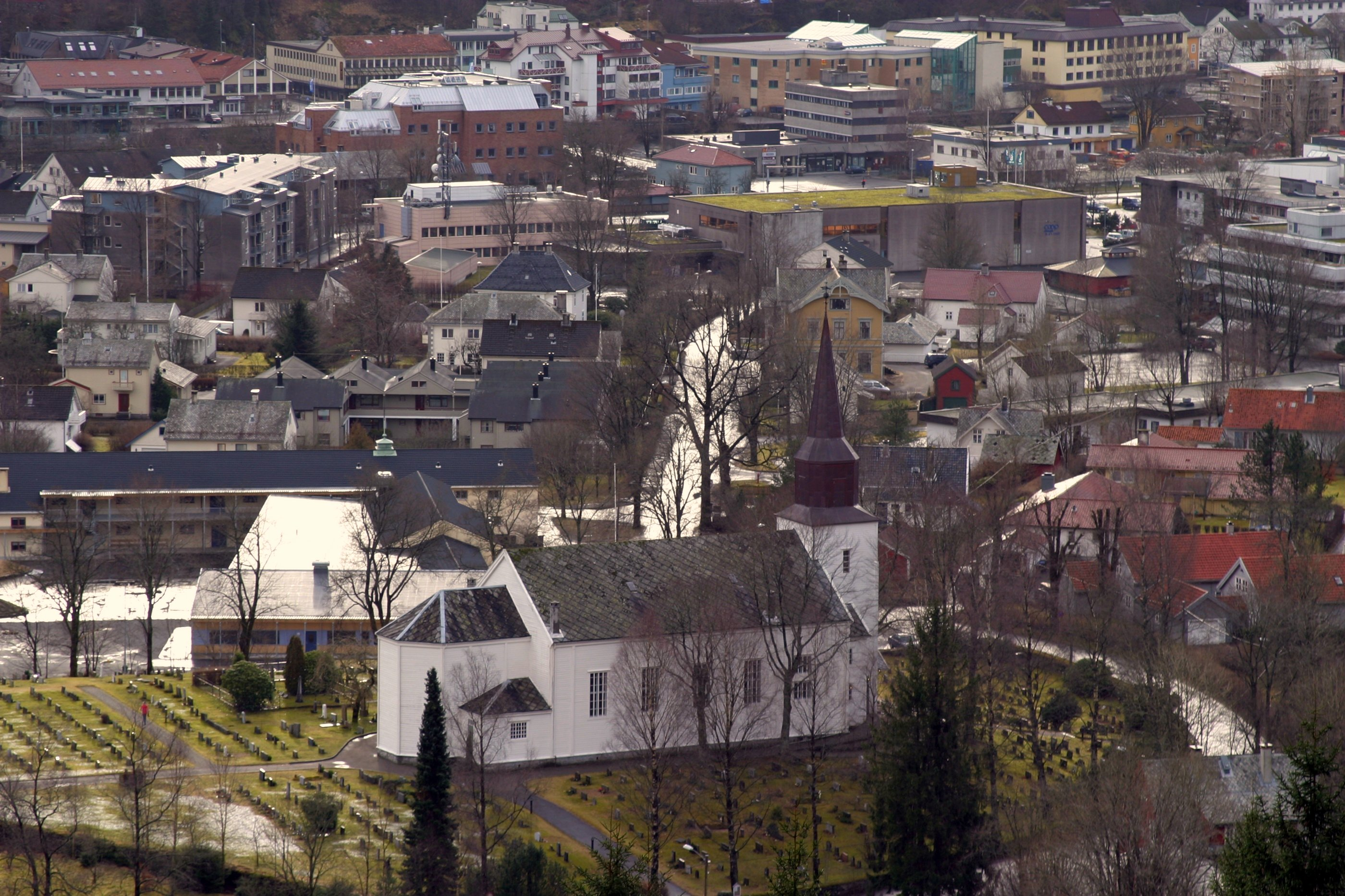

Є дерев'яний парафіяльний храм, споруджений 1885 року, який має статус пам'ятки; архітектор Якоб Вільгельм Нурдан.

## Спорт
У місті є, зокрема, волейбольний клуб — «Ферде Воллейбаллклубб», або «Ферде ВБК» (Førde Volleyballklubb, або Førde VBK). Свої домашні поєдинки грає у приміщенні «Førdehuset».